# جايسون بيرك
جايسون بيرك (بالإنجليزية: Jason Burke)‏ هو مراسل بريطاني، ولد في 1970.